# Congo, la paix en otage
Pour plus de détails, voir Fiche technique et Distribution.
Congo, la paix en otage est un film documentaire congolais (RDC) réalisé par Robert Genoud et Marc Le Pape, sorti en 2005. 
Le film traite du sort des Congolais du Nord Katanga.

## Synopsis
Vivre avec la peur, tel est le sort des Congolais du Nord-Katanga depuis des années. Après la fin officielle de la guerre entre la RDC et les occupants rwandais en 2002, militaires et groupes de résistants congolais ont retourné leurs armes contre les civils. Pillages, vols, exactions, villages incendiés et désertés, des dizaines de milliers de personnes déplacées, en fuite. Cette violence frappe à huis clos, comme si elle était sans importance tant qu’elle ne déborde pas du Nord-Katanga. Face à ces problèmes chroniques, à la persistance de la violence, comment les populations résistent et réagissent ?

## Fiche technique
- Titre : Congo, la paix en otage
- Réalisation  : Robert Genoud & Marc Le Pape
- Production : État d'Urgence Production ,  Zaradoc
- Son : Jacques Kabulo
- Montage : Lysiane Le Mercier
- Langue : français, anglais
- Format : Betacam Digital, Fichier numérique SD
- Genre : documentaire
- Durée : 52 minutes
- Date de réalisation : 2005